# Edmond de Rothschild SA
Edmond de Rothschild SA (Früher: Banque Privée Edmond de Rothschild) ist eine auf die Vermögensverwaltung spezialisierte Schweizer Privatbank mit Sitz in Genf.

## Geschichte
Das Bankhaus wurde 1923 unter dem Namen Banque Privée gegründet. Mitte der 1960er Jahre wurde es von Edmond Adolphe de Rothschild gekauft und in die 1953 von ihm gegründete Groupe LCF Rothschild eingegliedert. Nach dem Tod von Edmond de Rothschild 1997 übernahm dessen Sohn Benjamin de Rothschild die Leitung sowohl der Banque Privée Edmond de Rothschild als auch der Groupe LCF Rothschild.  nach dem Tod von Benjamin im Januar 2021 übernahm dessen Witwe Ariane die Anteile (nachdem sie schon 2015 die Leitung übernommen hatte). In Folge einer Restrukturierung wurde die Bank zum 27. August 2019 delisted und die Aktien in die Edmond de Rothschild Holding S.A. überführt.

## Geschäftstätigkeit
Das Bankhaus beschäftigte per Ende 2008 auf Vollzeitstellen umgerechnet 513 Mitarbeiter und hatte eine Bilanzsumme von 4,106 Milliarden Schweizer Franken. Die gesamten verwalteten Kundenvermögen der international ausgerichteten Rothschild-Gruppe, zu der unter dem Dach der Groupe LCF Rothschild auch zahlreiche weitere Banken gehören, betrugen per Ende 2008 82,3 Milliarden Schweizer Franken. Wie viel davon auf die Edmond de Rothschild (Suisse) S.A. selbst entfallen, ist nicht bekannt.
Neben dem Hauptsitz in Genf verfügt die Bank in der Schweiz über Zweigniederlassungen in Freiburg und Lausanne sowie mit der Edmond de Rothschild Lugano SA über eine Tochtergesellschaft in Lugano.
Im Ausland besitzt die Edmond de Rothschild (Suisse) S.A. die Edmond de Rothschild Europe SA mit Sitz in Luxemburg. Daneben bestehen noch Repräsentanzen in Montevideo und Hongkong.
Indirekt ist die Bank über ihre Muttergesellschaft, die Groupe LCF Rothschild, auch an anderen Orten ausserhalb der Schweiz vertreten.